# Lobelia (M921)
Pour les articles homonymes, voir Lobelia (homonymie).
Le Lobelia (M921) est un chasseur de mines de classe Tripartite de la Composante marine de l'armée belge. Il a été lancé le 3 février 1988 et son port d'attache est la Base navale de Zeebruges. Sa ville marraine est Diest.

## Mission
La mission principale d'un chasseur de mines est de détecter et neutraliser toute sorte de mines (mines de fond, mines ancrées ou mines flottantes) qui se trouvent dans les eaux commerciales, dans les accès aux ports, dans les zones d'ancrage, etc., afin de garantir la sécurité des voies navigables et l'accessibilité des ports. 

## Déplacement opérationnel
À l'été 2011, dans le cadre de l'opération Unified Protector, le Lobelia a remplacé le M923 Narcis (en) qui avait exercé des fonctions dans les eaux côtières libyennes au cours des mois précédents. À l'automne 2020, le navire a participé à l'exercice Dynamic Mariner de l'OTAN en mer Méditerranée. De plus, le navire était régulièrement présent à l'opération annuelle de l'OTAN Historical Ordnance Disposal où les explosifs de la Seconde Guerre mondiale sont déminés en mer du Nord et fait partie de la flotte permanente déployée pour le SNMCMG1 (Standing NATO Mine Counter Measure Group 1). Par exemple, en 2016, le Lobelia a navigué jusqu'aux côtes normandes où il devait détecter et neutraliser les mines marines de la Première et de la Seconde Guerre mondiale, et au printemps 2020, le navire était en Norvège pour des opérations du même type. En juin 2022, le navire a fait l'objet d'un entretien majeur pour une période d'au moins 1 an. 

### Drôme
- 2 Zodiac avec moteur Yamaha de 40 cv
- 1 ROV